# Rygos garsas
Rygos garsas (с литовского — «Рижский звук») — газета на литовском языке, выходившая в Риге с марта 1909 по август 1917 года. Хотя формат и частота выхода различались, Rygos garsas на протяжении большей части периода своего существования представляла собой четырёхстраничную газету, выходившую два раза в неделю. Всего в печать вышло 716 её номеров. В газете публиковались литовские и международные новости, а также статьи по вопросам литовского образования, религии и культуры. Rygos garsas поддерживала католические ценности.
В начале XX века Рига стала центром литовской эмиграции. Литовская община хотела иметь свою газету, и её активисты организовали издательство с 32 акционерами. Первый номер вышел 19 марта 1909 года, а её первым редактором и издателем был нотариус Юргис Линартас. Газета выходила один раз в неделю в 1909 году и два раза — в январе-сентябре 1910 года. Её тираж в 1910 году составлял 1500 экземпляров. Из-за финансовых трудностей Линартас в мае 1910 года оставил газету Антанасу Шимолюнасу. Редакторы часто менялись, среди прочих эту должность занимали Домас Шидлаускас-Висуомис и Юозас Тубялис. В 1911 году издание было передано Обществу Святого Казимира в Каунасе, хотя официальным редактором и издателем оставался Й. Байорас. Общество пригласило священника Юозапаса Бикинаса на место редактора газеты. С декабря 1912 по декабрь 1914 года Rygos garsas выходила два раза в неделю.
Из-за начала Первой мировой войны заметно вырос спрос на новости, и Бикинас захотел увеличить частоту выхода газеты до трёх раз в неделю. Он убедил своего старого знакомого священника Юозаса Тумаса переехать из Лайжувы в Ригу и помогать ему в редактировании Rygos garsas. Бикинас и Тумас выкупили газету у Байораса за 600 рублей и увеличили периодичность её выхода до трёх раз в неделю с января по июль 1915 года. За работу редактором Тумасу было обещано жалованье в 30 рублей в месяц, но из-за финансовых трудностей он его не получил. Бикинас занимался новостями и политическими статьями, а Тумас — статьями по культурным и общественным вопросам. Максимальный тираж газеты составил 13 000 экземпляров. После начала успешного немецкого наступления в Мазурии в феврале 1915 года в Ригу стали прибывать литовские беженцы, и газета организовала комитет по оказанию им помощи. Позднее в том же году Тумас покинул Ригу, а Бикинас продолжал редактировать газету до 1917 года. Её издание было прекращено после того, как Рига была захвачена немцами в начале сентября 1917 года.